# Luis Macías y Méndez
Luis Macías y Méndez (Badajoz, 1838-Badajoz, 1885) fue un abogado, periodista y político español, diputado en las Cortes de la Restauración.

## Biografía
Nacido el día 18 de enero de 1838 en Badajoz, cursó el bachillerato en su ciudad natal, y en 1860 recibió la investidura, licenciándose en la facultad de Derecho de la Universidad de Madrid. Se estableció en Badajoz, donde durante muchos años ejerció la carrera de abogado.
En 1864 entró en política, en la que figuró entre los hombres de la antigua Unión Liberal, en un grupo formado por Ayala y Moreno Nieto, además de Carnicero, Montero, de Miguel, Chorot y Albarra. Por entonces, entre 1864 y 1868, tomó parte en la redacción de varios periódicos locales, especialmente en El Iris, que después fue La Crónica de Badajoz. Cuando tuvo lugar la revolución de 1868, Macías y Méndez siguió la suerte de sus amigos, los fieles a Ayala y Moreno Nieto. Fue diputado provincial y en 1875 presidente de la Diputación, cargo que desempeñó hasta 1879. Desde esta época militó en el partido conservador. Fue elegido diputado a Cortes por el distrito de Fregenal de la Sierra, en 1879 y en 1884, si bien, en palabras de Nicolás Díaz y Pérez, «influyendo bien poco en la Cámara, porque su carácter no era propio para las condiciones que se requieren en los políticos que viven dentro del parlamentarismo».
Macías Méndez, que fue socio numerario de la Academia Matritense de Jurisprudencia y Legislación y comisario regio de agricultura en Badajoz, falleció en su ciudad natal el día 10 de enero de 1885.